# Ateliér (Gustave Courbet)
Ateliér, celým názvem Skutečná alegorie sedmi let mého uměleckého a morálního života je realistický obraz namalovaný technikou olejomalby Gustavem Courbetem v roce 1855. Dílo má rozměry 359 x 598 centimetrů, nachází se v pařížském Musée d'Orsay. Courbet zde alegoricky vystihl inspirace ve vlastním malířském životě i stav tehdejší společnosti. Obraz se skládá z tří hlavních částí: ve prostřední je zobrazen sám malíř a pár dalších figur, napravo jsou zobrazeni umělcovi přátelé, vzdělaní lidé ze všech sociálních vrstev. Levá strana obrazu naopak představuje lidi všedního života; zemědělce, obchodníky či zloděje.

## Historie
Obraz francouzského malíře vznikl v roce 1855 jako odpověď na žádost ministra umění ve Francii vytvořit reprezentativní dílo k Světové výstavě která se konala ve stejný rok. Obraz se ale na Světovou výstavu kvůli své kontroverznosti nedostal. Důvodem bylo to, že Courbet svým realismem tak trochu útočil na tradiční akademické malíře, vyšší sociální vrstvy. V reakci na nepřijetí obrazu do oficiálního pavilonu spolu se sběratelem umění Alfredem Bruyasem tak otevřel neoficiální „pavilon realismu”.

## Popis

### Prostřední část

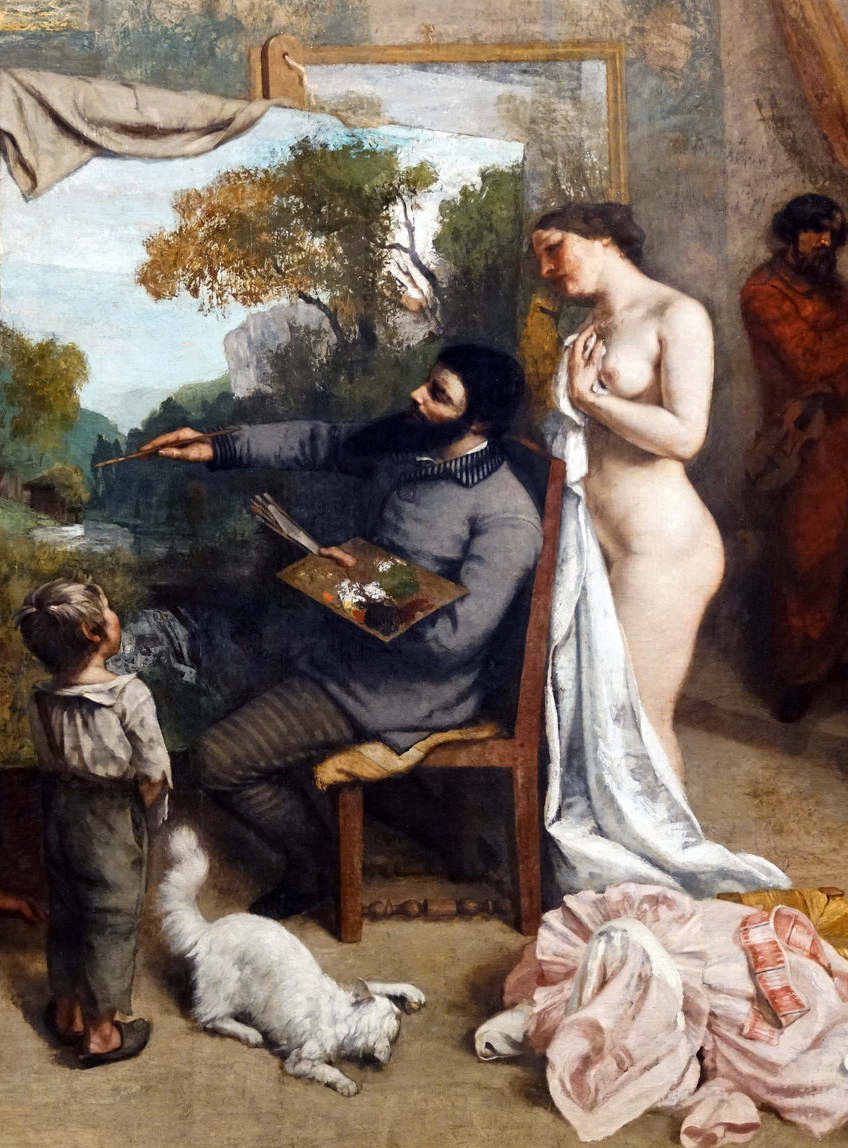
Detail prostřední části obrazu, uprostřed sedí Courbet a maluje krajinomalbu

Uprostřed obrazu se vyjímá sám Courbet při práci na krajinomalbě, což dokazuje to, že by realistou – krajinomalba totiž zachycuje obyčejný život, nezabývá se jen portréty či náboženskými tématy. Za ním stojí realisticky namalovaná polonahá žena, která reprezentuje jakousi Courbetovu múzu a inspiraci stojící vždy při něm. Podle látek na zemi je zjevné, že její tělo se postupně odkrývá. To se dá přirovnat k odkrývání pravdy, praktikované v realismu. Před nimi se nachází malý kluk, který vzhlíží k Courbetovi. To symbolizuje, že jeho styl je inovativní, nechce ustrnout u starých tradic a líbí se mladým. Zároveň Courbet chce, aby se lidé koukali na svět stejně jako děti – nevinně a bez předsudků.

### Pravá část

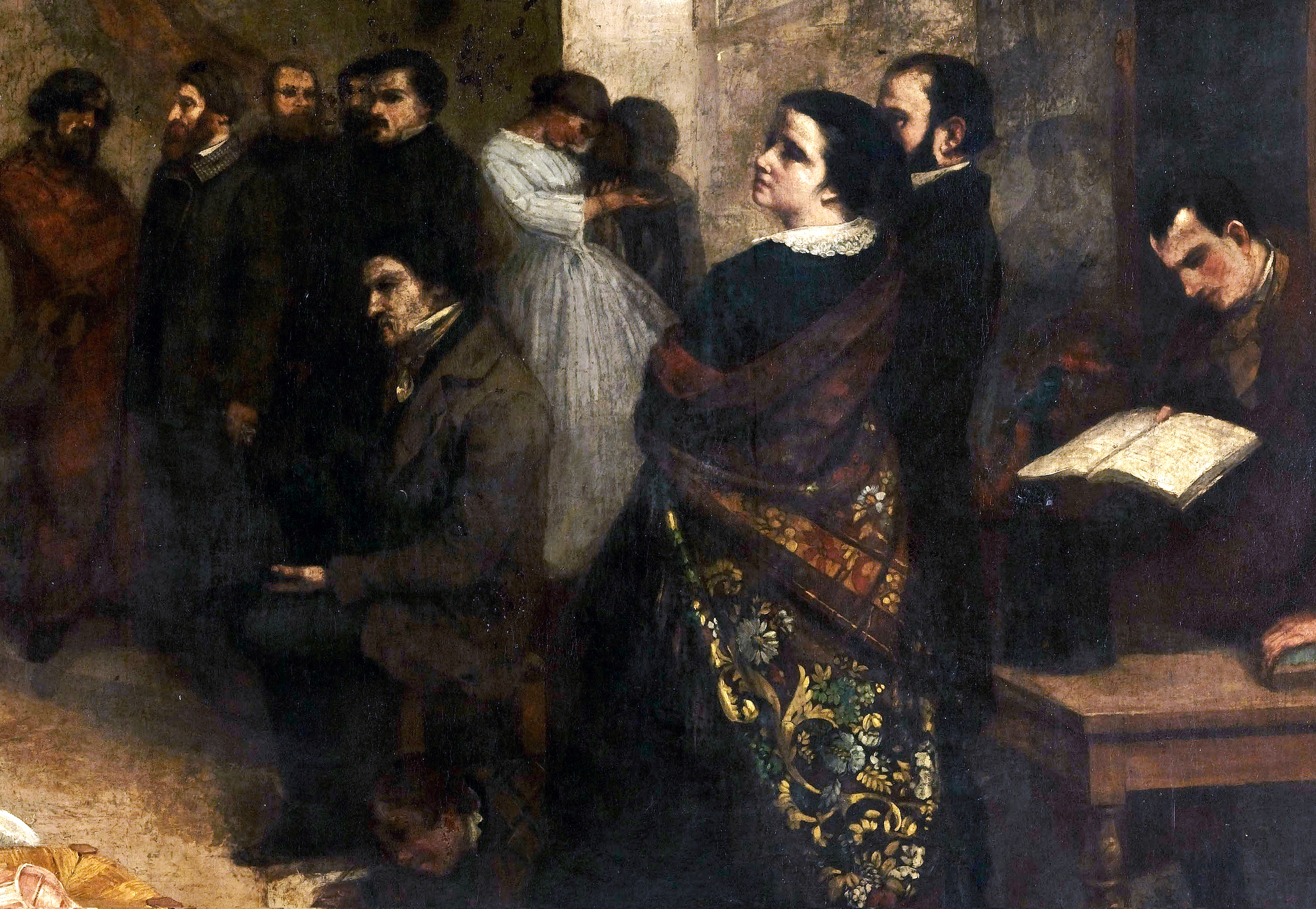
Detail pravé části obrazu, kde se nachází přátelé Courbeta

Na pravé straně obrazu Courbet dle svých slov umístil „přátele a milovníky světa umění” – lidi, především umělce z různých sociálních i intelektuálních vrstev se kterými se Courbet přátelil.
Druhý člověk napravo od múzy je Alfred Bruyas, patron a mecenáš Courbeta i dalších umělců, nalevo od něj je politický teoretik, typograf a socialista Pierre-Joseph Proudhon. Úplně napravo čte knihu poet a kritik Charles Baudelaire. Kromě Baudelaireho sedí v pravé části obrazu také žurnalista a spisovatel Champfleury, jenž napsal esej o realismu. Na pozadí je několik cizích návštěvníků. Mezi ně patří líbající se pár reprezentující univerzálnost lásky, ostatní návštěvníci reprezentují světovost. V této části obrazu také leží na zemi kreslící si dítě, které je symbolem lidského a přírodního přístupu k umění bez jakékoliv akademičnosti, který realismus přinášel.

### Levá část

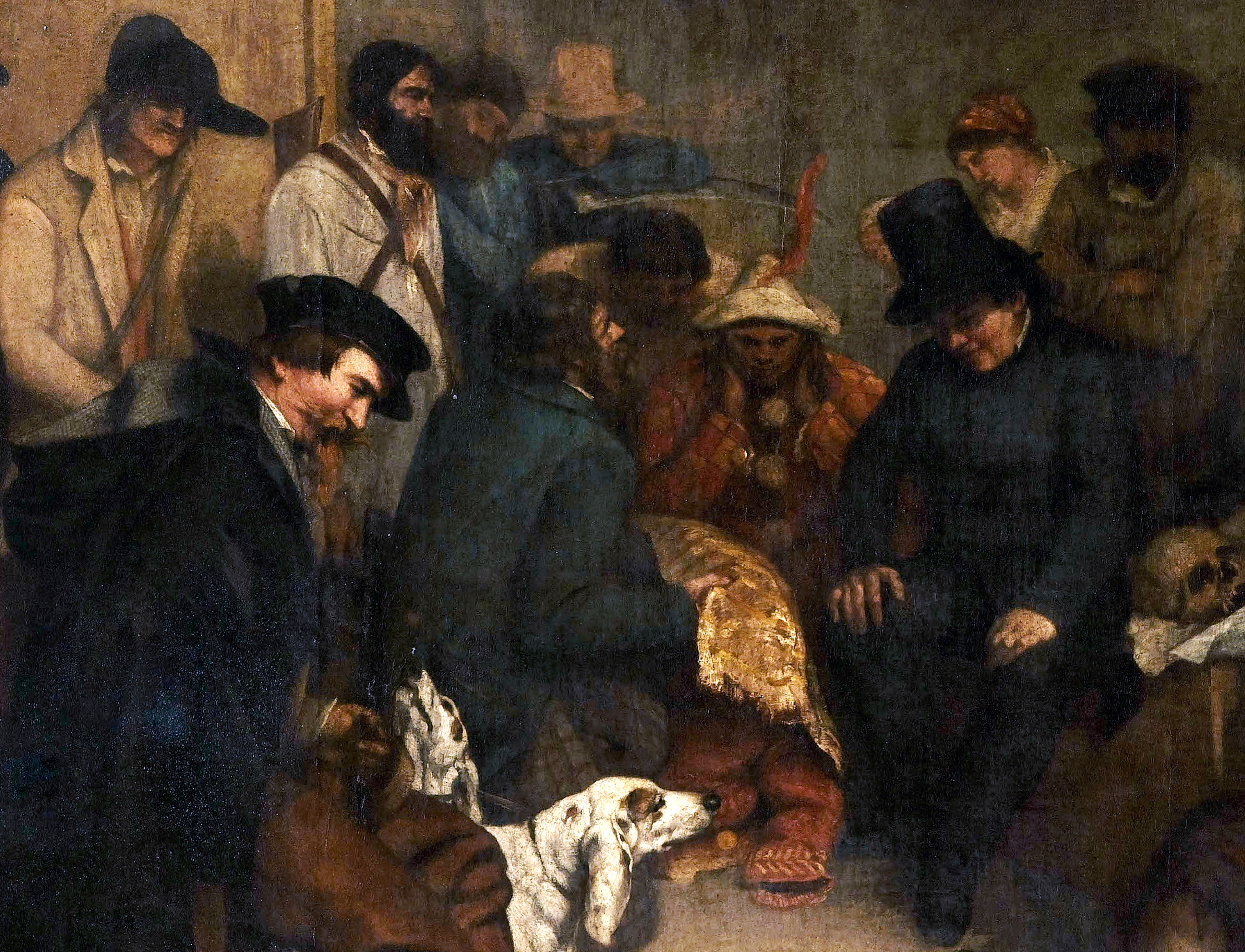
Detail levé části obrazu

Levá část obrazu zobrazuje lidi, kteří ve svém těžkém životě hledají úkryt v materialismu, vášních či víře – tedy většina obyvatelstva tehdejšího světa, lidé žijící „všední” život. Courbet tuto stranu popsal jako „svět obyčejného života, tedy lid, bídu, chudobu, bohatství, vykořisťované i jejich vykořisťovatele”. Více než konkrétní osoby se zde nacházejí symboly.
Napravo u země je schoulená chudá irská žena s dítětem v náručí, symbol lidské krize. Nad ní je lebka, symbol „memento mori” z historie malířství, jde o mravní zásadu, připomínku smrti. Nad lebkou je neživá figura (model), typický doplněk malířského ateliéru, v póze krucifixu. Symbolizuje tak náboženské malířství. Nachází se zde i několik historiky potvrzených postav. Úplně nalevo je muž označován jako „žid” a politik, Achille Fould, symbolizující slepost náboženství. Nalevo sedí Émile de Girandin, novinový podnikatel, který byl pro Courbeta symbolem lakoty a nenasytnosti. Sedící muž (čtvrtá postava zleva) na popředí je francouzský císař Napoleon III. v roli pytláka, Courbet jeho způsob vlády a diktátorství totiž kritizoval. Nachází se zde také prostitutka, značící morální úpadek společnosti. Na zemi se válí klobouk, dýka a kytara – tyto předměty lže považovat za symboly romantismu.